# Korótich
Korótich (en ucraniano: Коротич; en ruso: Коротыч) es un pueblo ucraniano perteneciente al óblast de Járkov. Situado en el noreste del país, es parte del raión de Járkov y del municipio (hromada) de Pisochín.

## Geografía
Korótich es un suburbio occidental de la ciudad de Járkov y parte de su área metropolitana, 16 km al oeste del centro de Járkov.   

## Historia
Korótich fue fundada a mediados de la década de 1670.
Recibió el estatus de asentamiento de tipo urbano en 1938. El pueblo fue ocupado por tropas alemanas durante la Segunda Guerra Mundial hasta que el Ejército Rojo recuperó la población el 29 de octubre de 1943.
Tras de la declaración de independencia de Ucrania, Kozacha Lopan fue equipado con un paso fronterizo y una oficina de aduanas.Hasta el 18 de julio de 2020, Kozacha Lopan pertenecía al raión de Derjachí. El raión fue abolido en julio de 2020 como parte de la reforma administrativa de Ucrania, que redujo el número de raiones del óblast de Járkov a siete. El área del raión se incluyó en el raión de Járkov.En 2023, Korótich perdió el estatus de asentamiento de tipo urbano en la legislación ucraniana debido a la eliminación de este estatus administrativo.
Desde marzo de 2022, tras el inicio de la invasión rusa de Ucrania, el ejército ha atacado en numerosas ocasiones el aeródromo de Korótich.

## Demografía
La evolución de la población de Korótich entre 1864 y 2022 fue la siguiente:
| 703                                                           | 5427 | 5081 | 5173 | 5127 | 5142 | 4953 |
| (Fuente: Cities & Towns of Ukraine y UKRAINE: Größere Städte) |      |      |      |      |      |      |

Según el censo de 2001, la lengua materna de la mayoría de los habitantes, el 86,32%, es el ucraniano; y del 12,97% es el ruso.

## Infraestructura

### Transporte
El límite norte de Korótich es la autopista M03 que conecta Járkov con Kiev. La estación de tren de Korótich se encuentra en la vía férrea que conecta Járkov con Poltava y Sumy.
Cerca del pueblo se encuentra el aeródromo de Korótich del Aeroclub de Járkov, principalmente usado para correo.